# Head over Heels (альбом Poco)
Head over Heels — девятый альбом американской кантри-рок-группы Poco, выпущенный в 1975 году на ABC Records. Диск достиг 43 позиции в чарте Billboard 200.

## Об альбоме
Песня «Keep On Tryin’», написанная Шмитом, показала успех группы в развитии вокальной гармонии и на многие годы стала концертным хитом группы. Она была выпущена в качестве сингла, c «Georgia, Bind My Ties» на обратной стороне пластинки, и достигла 50-го места в чарте Billboard Hot 100.
Также альбом стал первым, на котором Расти Янг исполнил основной вокал в написанной им песне «Us». Песня «Dallas» была написана группой Steely Dan, но так и не вошла ни в один из их альбомов.

## Список композиций
1. «Keep On Tryin’» (Тимоти Би Шмит) — 2:54
2. «Lovin’ Arms» (Расти Янг) — 3:29
3. «Let Me Turn Back to You» (Пол Коттон) — 3:37
4. «Makin’ Love» (Янг) — 2:55
5. «Down in the Quarter» (Коттон) — 4:32
6. «Sittin’ on a Fence» (Янг) — 3:31
7. «Georgia, Bind My Ties» (Коттон) — 3:25
8. «Us» (Янг) — 1:56
9. «Flyin’ Solo» (Шмит, Джейкоб Отис Бреннан) — 3:36
10. «Dallas» (Дональд Фэйген, Уолтер Беккер) — 3:29
11. «I’ll Be Back Again» (Шмит) — 3:02

## Участники записи
- Пол Коттон — гитара, вокал
- Расти Янг — стил-гитара, гитара, мандолина, вокал
- Тимоти Би Шмит — бас-гитара, вокал
- Джордж Грантман — ударные, вокал
- Дональд Фэйген — синтезатор
- Виктор Фельдман — перкуссия
- Стив Форман — перкуссия
- Эл Гарт — скрипка
- Марк Генри Харман — клавишные, фортепиано, виолончель, продюсер, инженер
- Джимми Хаскелл — аранжировка струнных на «Down in the Quarter»
- Милт Холланд — перкуссия
- Гарт Хадсон — клавишные
- Майкл Вон Вердик — вокал